# Arandel
 (février 2024).
Si vous disposez d'ouvrages ou d'articles de référence ou si vous connaissez des sites web de qualité traitant du thème abordé ici, merci de compléter l'article en donnant les références utiles à sa vérifiabilité et en les liant à la section « Notes et références ».
Arandel est un groupe français de musique électronique, originaire de Lyon, formé en 2008.

## Historique
L'album In D (un clin d'œil à l'album In C de Terry Riley) pose les bases d'un dogme autorisant exclusivement l'utilisation d'instruments de musique et proscrivant samplers et autres instruments MIDI.
Préconisant également l'effacement du créateur derrière sa création, Arandel est un projet dont on ne connaît précisément le nombre de collaborateurs. À cet effet, toute représentation ou identification de ses contributeurs y est donc proscrite, et notamment les photos et captations vidéo des performances.

## Anecdotes
- Arandel signifie « hirondelle » en patois de Haute-Savoie.
- Une version live d'Arandel, dont la formation change à chaque performance, est déjà partie en tournée. Le premier concert a eu lieu en août 2010 durant le festival La Carrière Soirs d'Été.

## Discographie
Albums
- 2010 : In D
- 2011 : In D Remixed
- 2011 : In D (vinyl edition w/ bonus tracks)
- 2014 : Solarispellis
- 2015 : Umbrapellis
- 2016 : Extrapellis
- 2017 : Aleae
- 2020 : InBach
- 2020 : InBach remixed
- 2021 : InBach vol. 2

EPs
- 2010 : In D#3 EP
- 2010 : In D#5 EP

Remixes
- 2008 : Agoria feat. Scalde - Dust (Arandel remix)
- 2011 : Tahiti 80 - Darlin' (Adam & Eve song) (Arandel remix)
- 2011 : Pokett - Three More Chords (Arandel remix)
- 2011 : Vanessa Wagner & Les Siècles - Mozart's Piano Concerto No. 23 in A, K. 488: II. Adagio (Arandel remix)
- 2012 : Composer - Polar Bear (Arandel remix)
- 2013 : Peruvian Folk Music - Wedding Song (Arandel rework)
- 2013 : Austra - Home (Arandel remix)
- 2013 : Son Lux - Easy (Arandel remix)
- 2016 : Yael Naim - I Walk Until (Arandel remix)

Mixtapes
- 2009 : Carols, the Minuit mixtape
- 2010 : Aube, the Ringing Bells mixtape
- 2010 : Spéléoliennes, the Library mixtape
- 2012 : Neige, the Christmas mixtape
- 2013 : Hocus Pocus, the Berghain mixtape
- 2014 : C'est La Mode, A Podcast About Fashion In The French 60's
- 2016 : Bog Bog, the Electronic Ladyland mixtape
- 2017 : From Beyond, the Halloween mixtape

## Musiques pour la scène et installations
- mai 2010 : L'Infante, pièce de Maxence Garnier (Ciné 13, Paris)
- avril 2011 : In Tono Rumori, installation à la Gaîté Lyrique de Paris, pour 150 haut-parleurs sur trois niveaux, composée autour de la mémoire des murs du théâtre.
- juin 2011 : Poussières, lecture d'Alexandra Rübner, autour d'un montage de textes notamment de Barbey D'Aurevilly (Le Trident, Cherbourg)
- mai 2012 : Un homme qui dort, pièce d'Alexandra Rübner d'après le roman de Georges Perec (Le Trident, Cherbourg)
- octobre 2013 : Cosme & Damiaõ, pièce de Gilles Pastor, compagnie KastorAgile (Salvador de Bahia, Brésil)